# Display fluorescente a vuoto

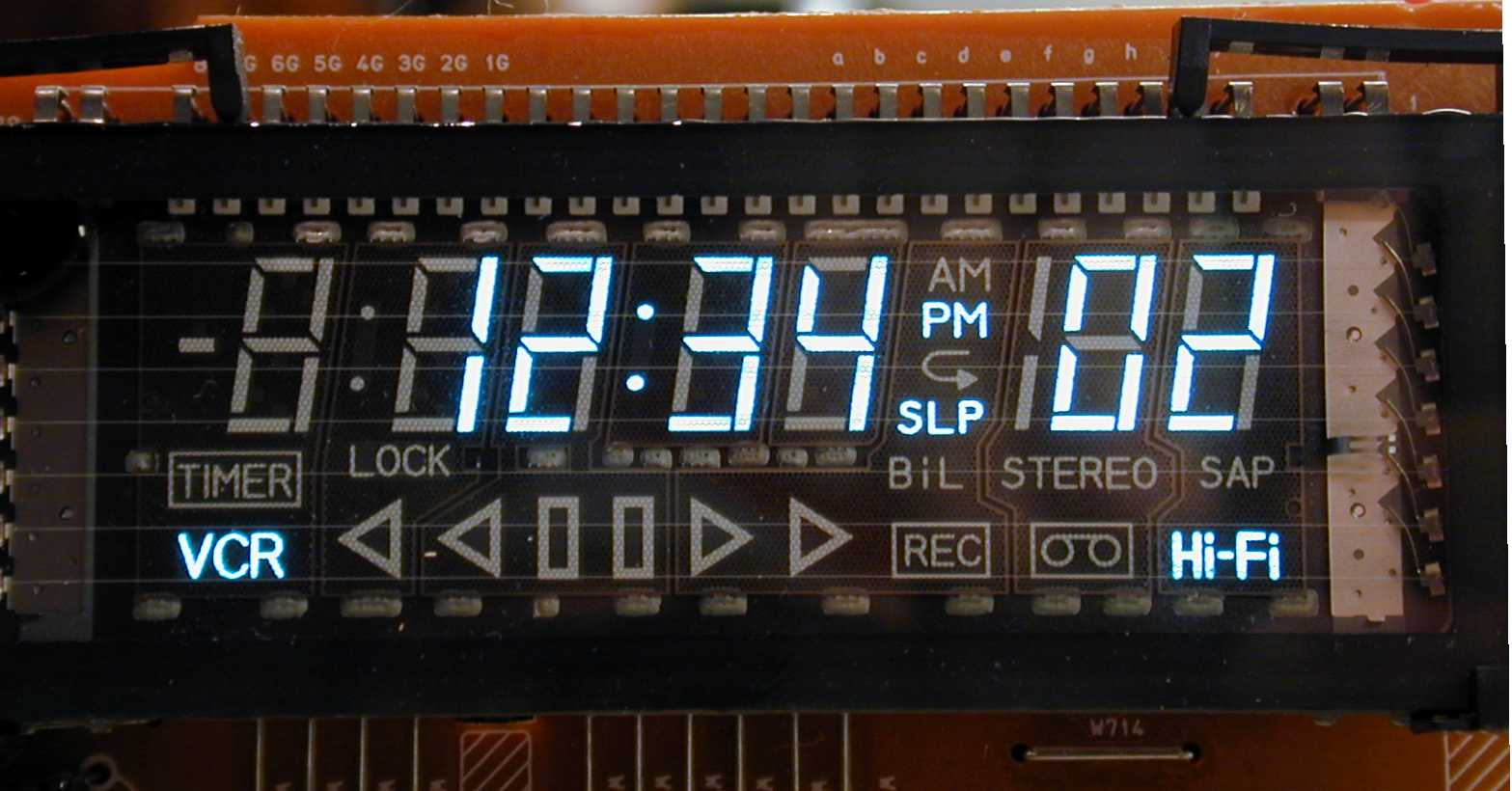
Un tipico display fluorescente a vuoto usato per un videoregistratore

Un display fluorescente a vuoto, meglio conosciuto con la sua traduzione inglese vacuum fluorescent display (VFD), è un dispositivo di visualizzazione usato in molti apparecchi elettronici come videoregistratori, autoradio e forni a microonde. 
Inventata in Giappone nel 1967, questa tecnologia è stata inizialmente sfruttata per le calcolatrici e altri elettrodomestici. Al contrario del display LCD, un VFD emette luce propria con un alto contrasto grazie al fenomeno della catodoluminescenza e può visualizzare elementi di diverso colore. I display VFD possono visualizzare numeri a sette segmenti, caratteri alfanumerici a più segmenti oppure possono essere realizzate matrici di punti per visualizzare caratteri o simboli arbitrari. Ogni anno vengono prodotti centinaia di milioni di unità.

## Descrizione

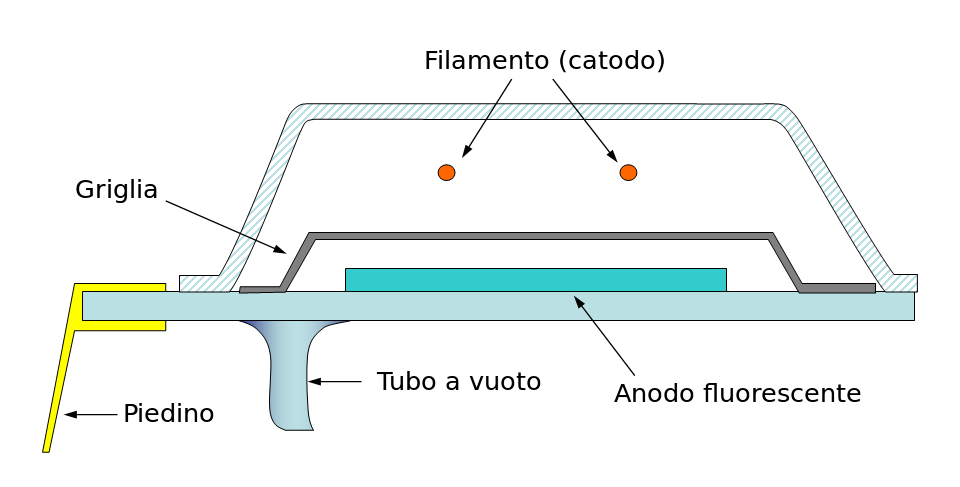
Schema di un display VFD

Il visualizzatore consiste in un catodo caldo (filamenti), alcuni anodi (fosforo) e delle griglie incapsulate in un involucro di vetro in condizione di vuoto spinto. Il catodo è costituito da sottili fili di tungsteno rivestiti da ossidi metallici alcalini i quali emettono elettroni quando riscaldati da una corrente elettrica. Questi elettroni sono controllati e diffusi dalle griglie costituite da metallo sottile. Se gli elettroni si scontrano sulla placca ricoperta di fosforo, questa per effetto della fluorescenza emette luce. Contrariamente ai catodi incandescenti delle valvole termoioniche, i catodi dei display VFD lavorano a basse temperature rendendoli sostanzialmente invisibili. Un altro vantaggio rispetto ad altri visualizzatori a vuoto (come i nixie) è la bassa tensione di esercizio, nell'ordine di poche decine di volt.

## Uso

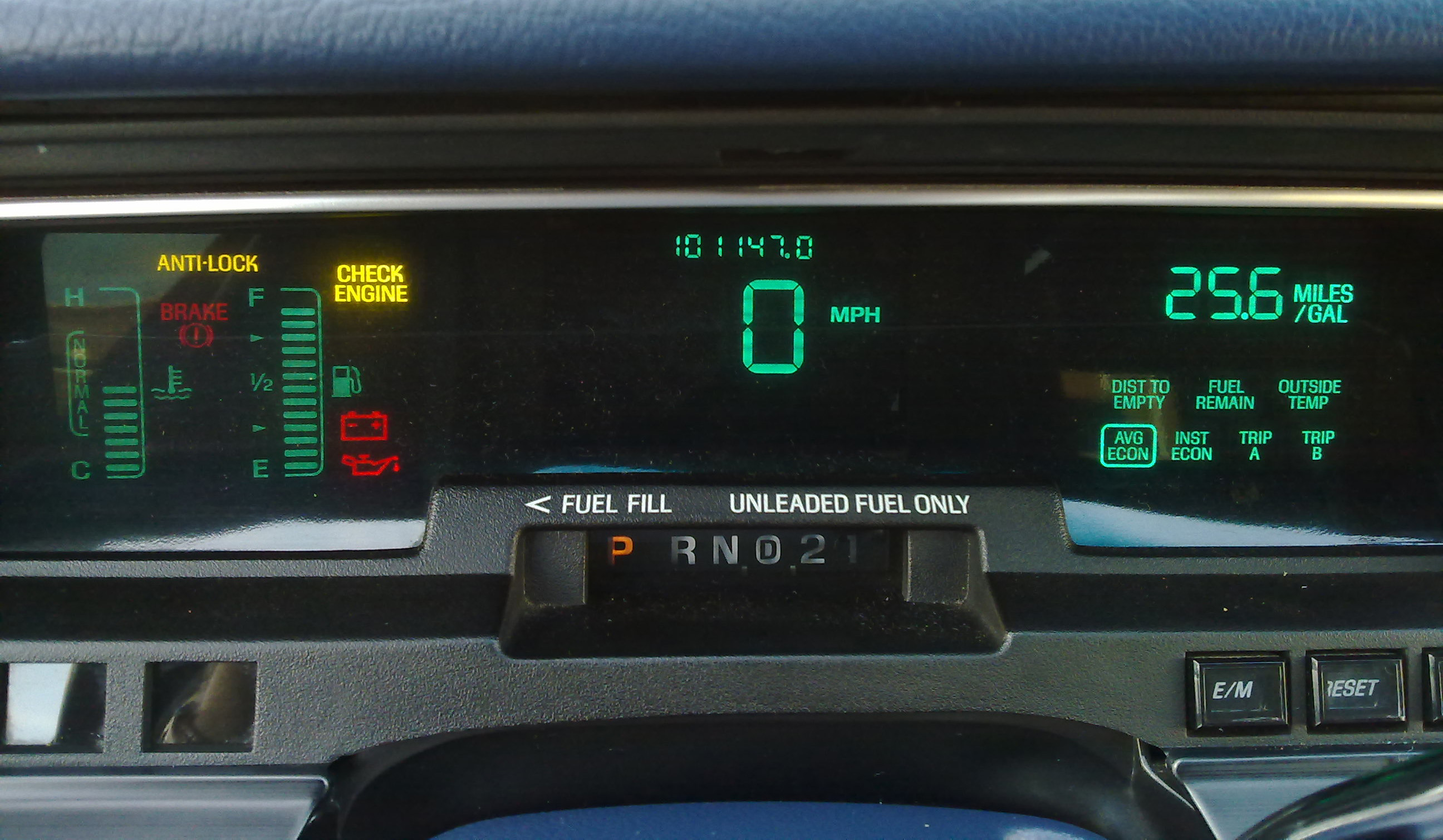
Un cruscotto digitale in una Mercury Grand Marquis degli anni '90, un'automobile americana.

Oltre alla luminosità, i VFD hanno il vantaggio di essere robusti, economici e facilmente configurabili per visualizzare un'ampia varietà di messaggi personalizzati e, a differenza degli LCD, i VFD non sono limitati dal tempo di risposta della riorganizzazione dei cristalli liquidi e sono quindi in grado di funzionare normalmente a freddo, anche sotto zero, il che li rende ideali per i dispositivi esterni in climi freddi. All'inizio, il principale svantaggio di tali display era il loro utilizzo di una potenza significativamente maggiore (0,2 watt) rispetto a un semplice LCD. Questo è stato considerato uno svantaggio significativo per le apparecchiature a batteria come le calcolatrici, quindi i VFD hanno finito per essere utilizzati principalmente in apparecchiature alimentate da tensione di rete o batterie ricaricabili per grossi impieghi.
Durante gli anni '80, questo tipo di display iniziò ad essere utilizzato nelle automobili, in particolare dove i produttori di automobili stavano sperimentando i primi display digitali come tachimetri e contachilometri. Un buon esempio di questi erano le auto Subaru di fascia alta realizzate nei primi anni '80 (indicate dagli appassionati di Subaru come digi-dash o cruscotto digitale). La luminosità dei VFD infatti li rendeva particolarmente adatti per l'uso in auto in piena luce e regolabili per l'uso di notte. La Renault Espace e i modelli precedenti di Scenic utilizzavano pannelli VFD per mostrare tutte le funzioni sul cruscotto, compresa la radio e il pannello multimessaggio. Questo pannello utilizza quattro colori; il solito blu/verde così come il blu intenso, il rosso e il giallo/arancione.
I display VFD sono stati comuni in molti videoregistratori, lettori DVD e sopravvivono ancora nei display dei registratori di cassa.